# Christian Hochgrebe

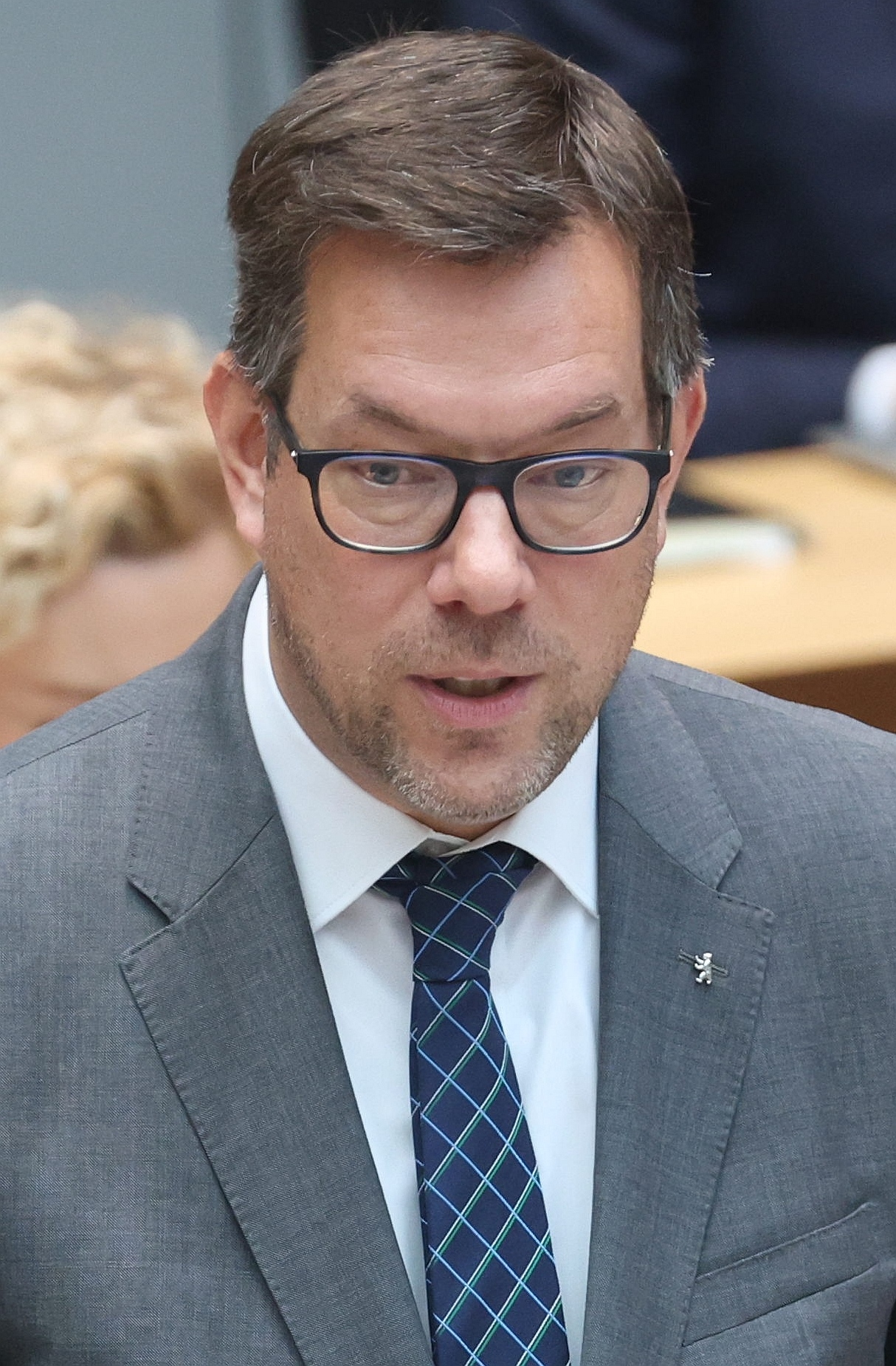
Christian Hochgrebe (2024)

Christian Herbert Hochgrebe (* Juli 1973 in Zell (Mosel)) ist ein deutscher Jurist und Politiker der SPD. Seit 2023 ist er Staatssekretär für Inneres in der Berliner Senatsverwaltung für Inneres und Sport. Von 2018 bis 2023 war er Abgeordneter im Abgeordnetenhaus von Berlin.

## Leben und Wirken
Christian Hochgrebe wuchs in den ersten sechs Lebensjahren in Bad Bertrich auf, bevor seine Eltern mit ihm 1980 nach Hessen und 1986 nach Berlin umzogen. Dort besuchte er die Wald-Oberschule (heute: Wald-Gymnasium) in Charlottenburg und erlangte dort – nach einer Unterbrechung durch ein Auslandsjahr in Peoria (Illinois) (USA) an der Peoria Notre Dame High School – das Abitur.
Von 1993 bis 1996 absolvierte er eine Berufsausbildung zum Bankkaufmann bei der Bayerischen Vereinsbank in Berlin und Brandenburg und war dort Mitglied der Jugend- und Auszubildendenvertretung. Anschließend studierte er Rechtswissenschaft an der Freien Universität Berlin und legte 2002 das erste juristische Staatsexamen ab. 2002 bis 2003 war er Geschäftsführer einer Werbeagentur in Berlin Treptow-Köpenick. Von 2003 bis 2005 absolvierte er das Rechtsreferendariat im Oberlandesgerichtsbezirk Düsseldorf mit Stationen unter anderen beim Landgericht Duisburg und der Kriminalpolizei Duisburg.
Seit 2006 war er Rechtsanwalt in Berlin, seit 2011 darüber hinaus Fachanwalt für Miet- und Wohnungseigentumsrecht. Beides legte er mit seiner Ernennung zum Staatssekretär am 28. April 2023 nieder.
Seine Tante Ute Hochgrebe (1931–2004) war eine Kommunalpolitikerin der SPD in Frankfurt am Main, die für ihr umfangreiches ehrenamtliches Engagement und ihre Verdienste in Politik und Gesellschaft 2002 mit dem Bundesverdienstkreuz am Bande ausgezeichnet wurde.
Hochgrebe wohnt in Berlin und ist Vater zweier Kinder.

## Politik
Hochgrebe ist seit 1990 Mitglied der SPD und war von 2012 bis 2019 Vorsitzender der SPD-Abteilung Halensee. Seit 2012 ist er Mitglied des Kreisvorstandes der SPD Charlottenburg-Wilmersdorf. Er ist stellvertretender Landesvorsitzender der Arbeitsgemeinschaft der Selbständigen (AGS) der SPD Berlin.
Bei der Wahl zum Abgeordnetenhaus von Berlin 2011 trat er für die SPD auf Listenplatz 13 der Bezirksliste Charlottenburg-Wilmersdorf an und kandidierte bei der Wahl zum Abgeordnetenhaus von Berlin 2016 auf der gleichen Liste auf Listenplatz 11.
Am 25. Oktober 2018 legte Fréderic Verrycken sein Mandat im Abgeordnetenhaus nieder, um als Staatssekretär in die Senatsverwaltung für Finanzen des Landes Berlin zu wechseln. Am 31. Oktober 2018 trat Hochgrebe als Nachrücker das Abgeordnetenmandat an.
Hochgrebe vertrat seitdem den Wahlkreis Charlottenburg-Wilmersdorf 1 (Charlottenburger Norden) im Abgeordnetenhaus von Berlin.
Am 20. Februar 2021 wurden auf einer Kreisdelegiertenversammlung der SPD Charlottenburg-Wilmersdorf die Kandidatinnen und Kandidaten für die Wahlen zum Abgeordnetenhaus von Berlin am 26. September 2021 gewählt. Hochgrebe wurde als Direktkandidat für den Charlottenburger Norden (Wahlkreis Charlottenburg-Wilmersdorf 1) sowie auf Platz 6 der Liste gewählt. Bei den Wahlen zum Abgeordnetenhaus von Berlin am 26. September 2021 errang er mit einem Stimmenanteil von 27,6 % mit deutlichem Abstand das Direktmandat in diesem Wahlkreis.

### 18. Wahlperiode (2016–2021)
In der 18. Wahlperiode des Abgeordnetenhaus von Berlin war Hochgrebe Mitglied im Hauptausschuss, im Unterausschuss Bezirke und im Unterausschuss Haushaltskontrolle.
Am 20. Februar 2020 wurde ein parlamentarischer Untersuchungsausschuss zur „Aufklärung der Ursachen, Konsequenzen und der Verantwortung für Fehlentwicklungen an der Gedenkstätte Berlin-Hohenschönhausen in der 17. und 18. Wahlperiode des Abgeordnetenhauses von Berlin“ eingesetzt. Hochgrebe war der Obmann der SPD-Fraktion in dem Untersuchungsausschuss. Der Untersuchungsausschuss legte am 25. August 2021 seinen Abschlussbericht vor.
Am 18. Januar 2021 wurde ein parlamentarischer Untersuchungsausschuss zur „Aufklärung der Ursachen, Konsequenzen und Verantwortung für finanzielle Risiken des Landes Berlin in Zusammenhang mit spekulativen Immobiliengeschäften der ‚DIESE eG‘ und deren öffentlicher Förderung“ eingesetzt. Hochgrebe war der Obmann der SPD-Fraktion in dem Untersuchungsausschuss. Der Untersuchungsausschuss legte am 25. August 2021 seinen Abschlussbericht vor.

### 19. Wahlperiode bis zur Wiederholungswahl (2021–2023)
Die 19. Legislaturperiode des Abgeordnetenhaus von Berlin begann mit der konstituierenden Sitzung am 4. November 2021.
Am 18. Oktober 2021 beschloss der Landesvorstand der SPD Berlin, Koalitionsverhandlungen mit Bündnis 90/Die Grünen Berlin und Die Linke Berlin mit dem Ziel der Bildung einer neuen Landesregierung aufzunehmen. Hochgrebe verhandelte für die SPD Berlin dabei in den Bereichen Inneres sowie Recht und Justiz.
Hochgrebe war in der 19. Wahlperiode Mitglied im Hauptausschuss, im Rechtsausschuss sowie im Unterausschuss Bezirke.
Er war Mitglied des Fraktionsvorstands der SPD-Fraktion im Abgeordnetenhaus von Berlin sowie Sprecher der Parlamentarischen Linken (PL) der SPD-Fraktion. Er war Vorsitzender des Arbeitskreises 1 (Inneres, Sport, Recht) der SPD-Fraktion Berlin.
Am 16. November 2021 erklärte der Verfassungsgerichtshof des Landes Berlin die Wahlen vom 26. September 2021 wegen erheblicher Wahlfehler in Gänze für ungültig und ordnete vollständige Wiederholungswahlen an, die am 12. Februar 2023 stattfanden. Bei den Wahlen unterlag Hochgrebe im Wahlkreis Charlottenburg-Wilmersdorf 1 dem Mitbewerber der CDU. Er schied mit dem ersten Zusammentritt des durch die Wiederholungswahl neu zusammengesetzten Parlaments am 16. März 2023 aus dem Abgeordnetenhaus von Berlin aus.

### 19. Wahlperiode nach der Wiederholungswahl (ab 2023)
Am 16. November 2021 erklärte der Verfassungsgerichtshof des Landes Berlin die Wahlen vom 26. September 2021 wegen erheblicher Wahlfehler in Gänze für ungültig und ordnete vollständige Wiederholungswahlen an, die am 12. Februar 2023 stattfanden. Bei den Wahlen unterlag Hochgrebe im Wahlkreis Charlottenburg-Wilmersdorf 1 dem Mitbewerber der CDU, Stefan Häntsch. Er schied somit aus dem Abgeordnetenhaus aus.
Am 28. April 2023 wurde Hochgrebe durch den Regierenden Bürgermeister von Berlin, Kai Wegner, und die Senatorin für Inneres und Sport, Iris Spranger, zum Staatssekretär für Inneres des Landes Berlin ernannt.